# Кольясуйу

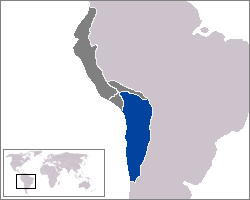
Расположение провинции на карте Империи Инков

Флаг провинции Кольасуйу

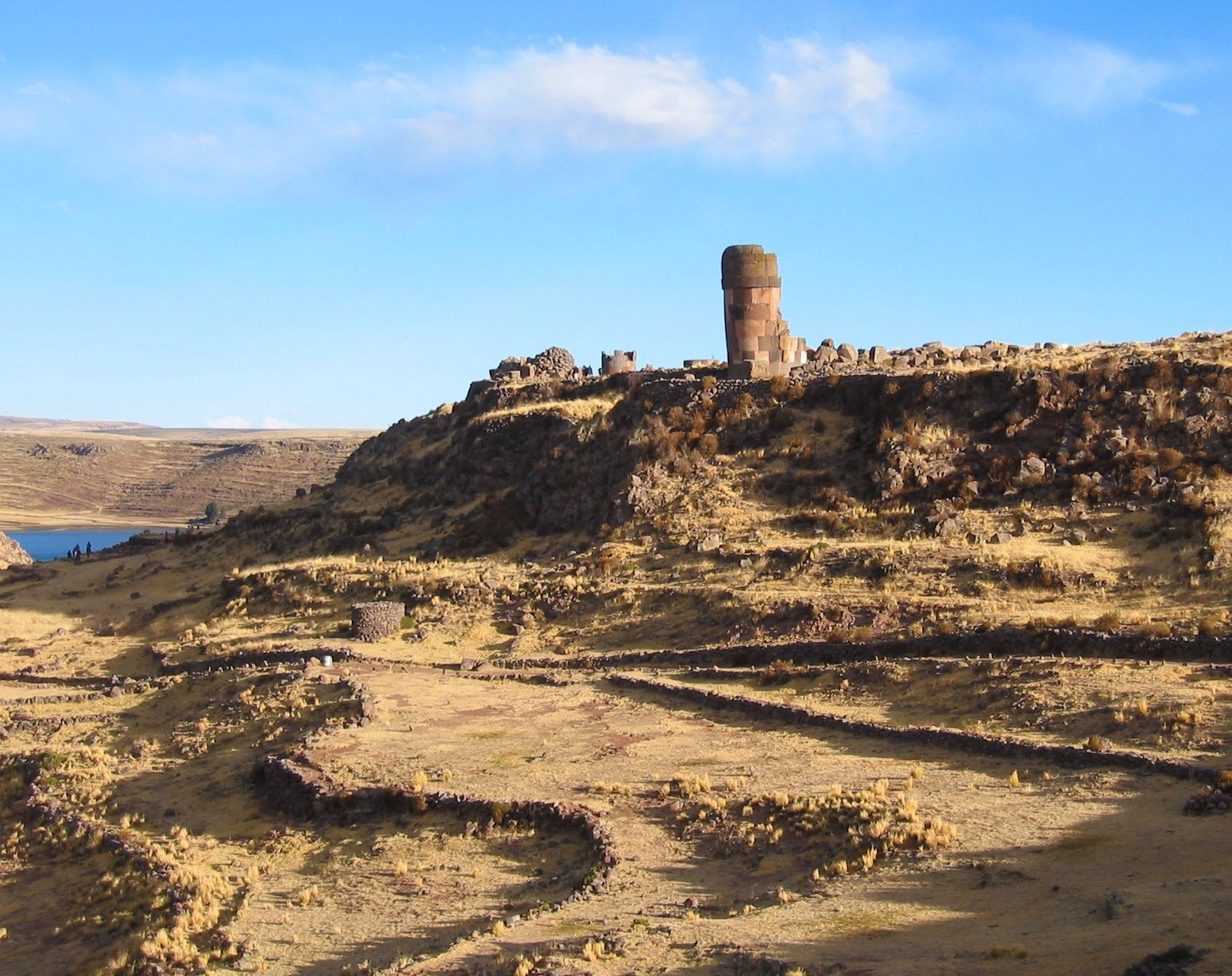
Сильюстани в Пуно (Перу)

Кольясуйу, Колья суйу (кечуа Qulla Suyu, Провинция Кольа) — одна из четырёх провинций Империи Инков, самая южная. Самая большая по площади среди всех провинций империи.
Она простиралась к югу от Куско до района нынешней чилийской столицы Сантьяго, и от Тихоокеанского побережья на западе до равнин Сантьяго-дель-Эстеро в нынешней Аргентине на востоке.
Сердце провинции находилось вокруг озера Титикака, в одном из самых густонаселённых районов Анд со времени основания Тиуанако.
Название провинции происходит из языка аймара, которые были известны у инков под именем Qulla. В момент начала территориальной экспансии Империи Инков государство аймара было одним из самых значительных на континенте. Qulla на языке кечуа означает также самую южную точку.
Сегодня название используется индейскими национально-освободительными движениями Боливии для обозначения государства Боливии или его коренного большинства.